# George Pickens
George Malik Pickens Jr. (Hoover, Alabama, 4 de marzo de 2001) más conocido como George Pickens, es un jugador profesional estadounidense de fútbol americano que se desempeña en la posición de wide receiver en Dallas Cowboys, equipo de la National Football League (NFL).

## Carrera
Fue seleccionado en la Reunión Anual de Selección de Jugadores de la NFL de 2022. Hizo su debut profesional con el equipo Pittsburgh Steelers, donde lleva jugando dos temporadas.